# Ectropothecium pulchrum
Ectropothecium pulchrum är en bladmossart som beskrevs av Brotherus 1909. Ectropothecium pulchrum ingår i släktet Ectropothecium och familjen Hypnaceae. Inga underarter finns listade i Catalogue of Life.